# Michaelskirche (Groß-Bieberau)

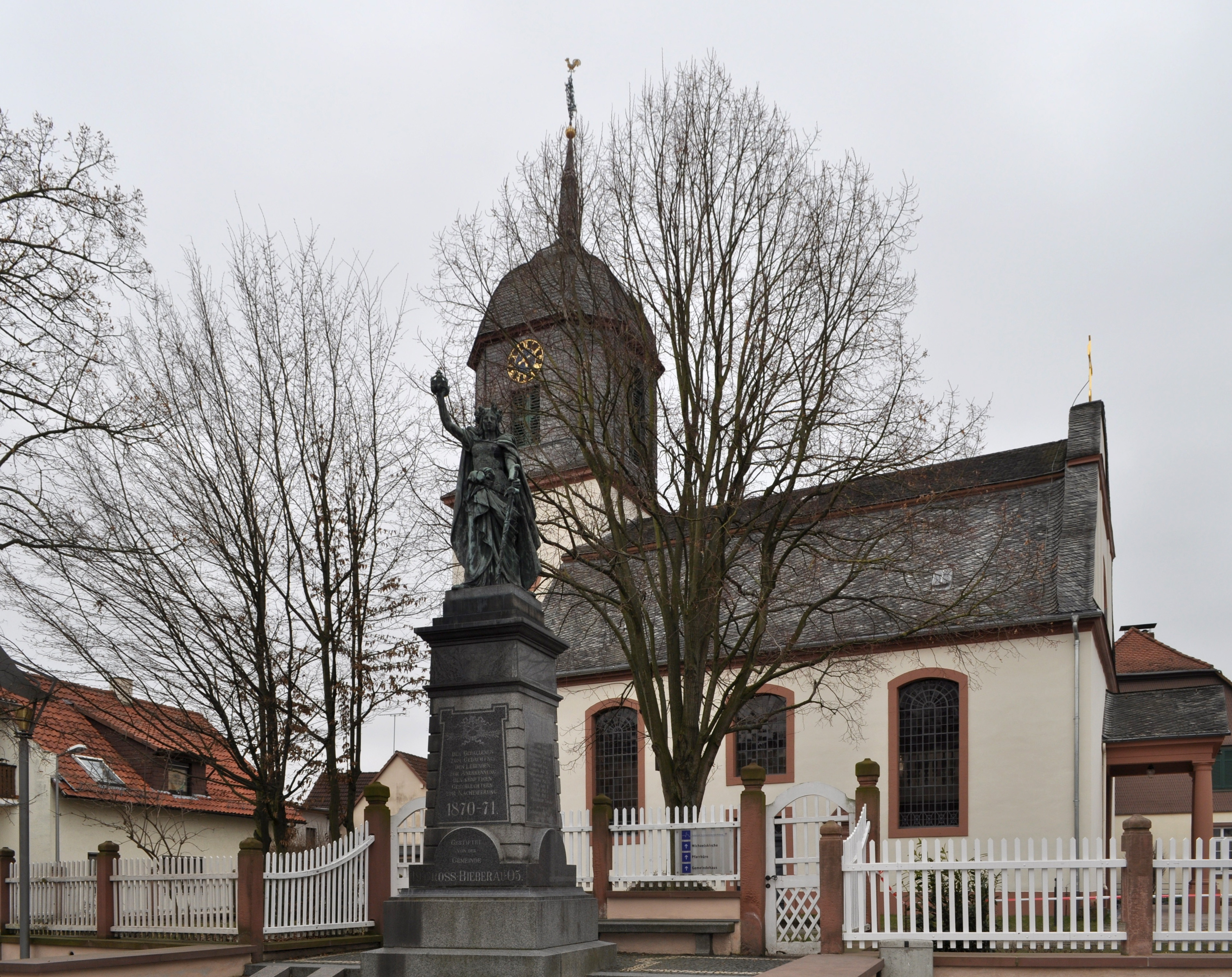
Kirche und Denkmal (2013)

Die Michaelskirche ist eine Kirche in der südhessischen Odenwaldgemeinde Groß-Bieberau.  Die Kirchengemeinde gehört zum Dekanat Vorderer Odenwald der Propstei Starkenburg der Evangelischen Kirche in Hessen und Nassau.

## Architektur und Geschichte
Die barocke Dorfkirche wurde in den Jahren 1726–1730 nach Plänen des Ingenieurhauptmanns Karge unter Einbeziehung des mittelalterlichen Kirchturmes erbaut.
Der Kirchenraum auf fast quadratischem Grundriss ist eine dreischiffige Emporenkirche. Die Holzsäulen zwischen Mittelschiff und Seitenschiffen tragen auch die Empore. Die Seitenschiffe sind flachgedeckt. Das hölzerne Tonnengewölbe über dem Mittelschiff ist höher, als einem exakt Halbkreisförmigen Querschnitt entsprechen würde. Wegen dieser Überhöhung ist die Michaelskirche nicht als Emporenhalle zu klassifizieren, sondern als Emporen-Pseudobasilika. Die Gewölbezone des Mittelschiffs wird durch ein Rundfenster in der Westfassade erhellt.
Der Altar, die Kanzel und die Orgel sind axial an der Ostseite der Kirche angeordnet.
Das Kirchenäußere wird durch den unterteilten, mit Lisenen besetzten und geschweiften Giebel vor einem leicht gebrochenen Satteldach geprägt. Die Außenwände des Bauwerks sind nur durch die Segmentbogenfenster gegliedert. Ein kleiner klassizistischer Säulenvorbau aus dem beginnenden 20. Jahrhundert befindet sich am Eingang der Kirche.
Der Kirchturm erhebt sich an der geraden Ostwand des Langhauses auf quadratischem Grundriss bis zur Höhe des Dachfirstes, wo er in ein Achteck übergeht.
Eine achtseitig einfach geschwungene Haube bekrönt den Kirchturm.
Die Einfriedung des ehemaligen Friedhofes aus dem 19. Jahrhundert mit dem Kriegerdenkmal zur Erinnerung an den Deutsch-Französischen Krieg von 1870/71 ist als Sachgesamtheit schützenswerter Bestandteil des Kulturdenkmals.
Das nebenan liegende Pfarrhaus ist ebenfalls denkmalgeschützt.

## Bildergalerie

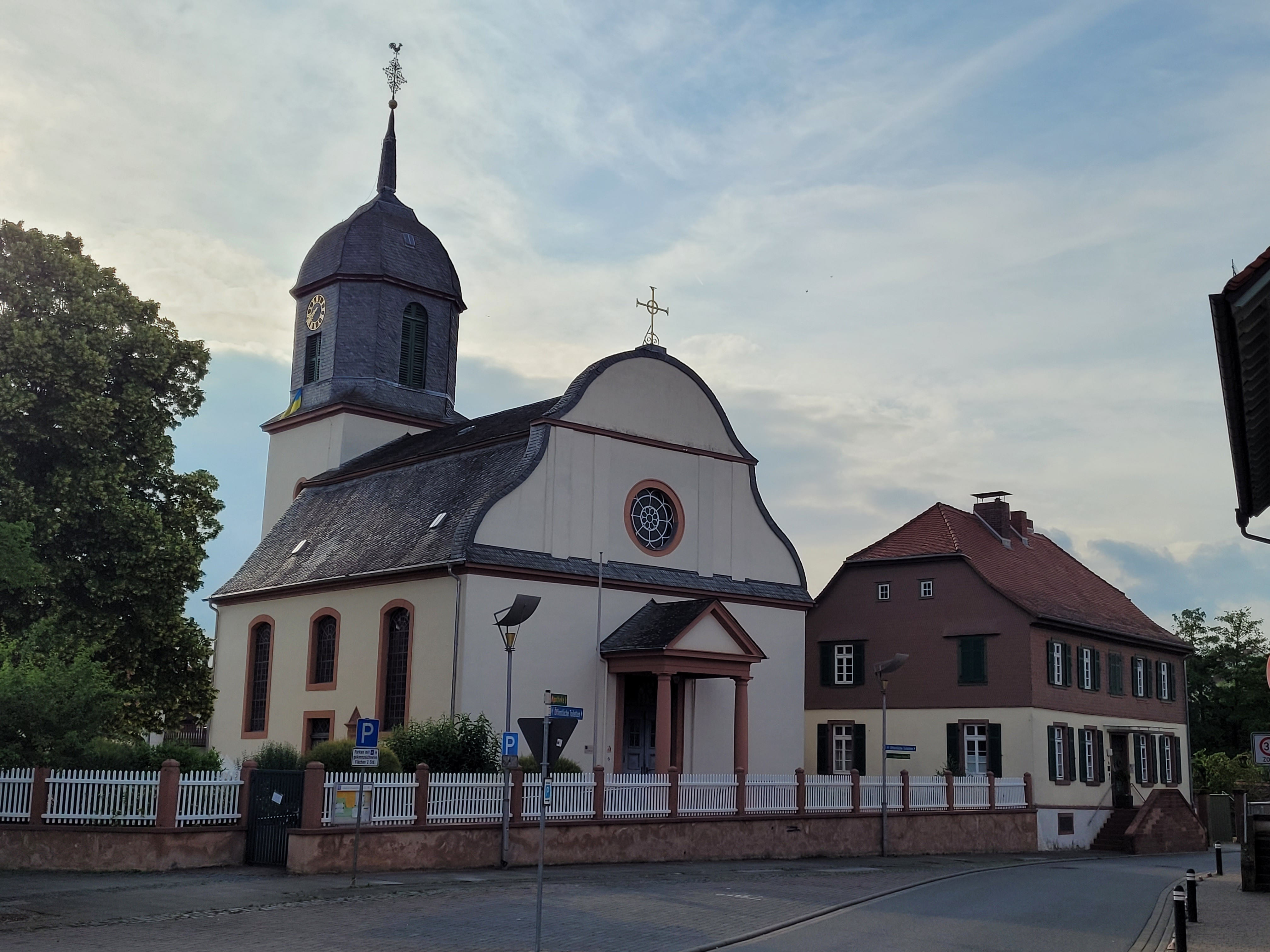
Die Kirche und das Pfarrhaus
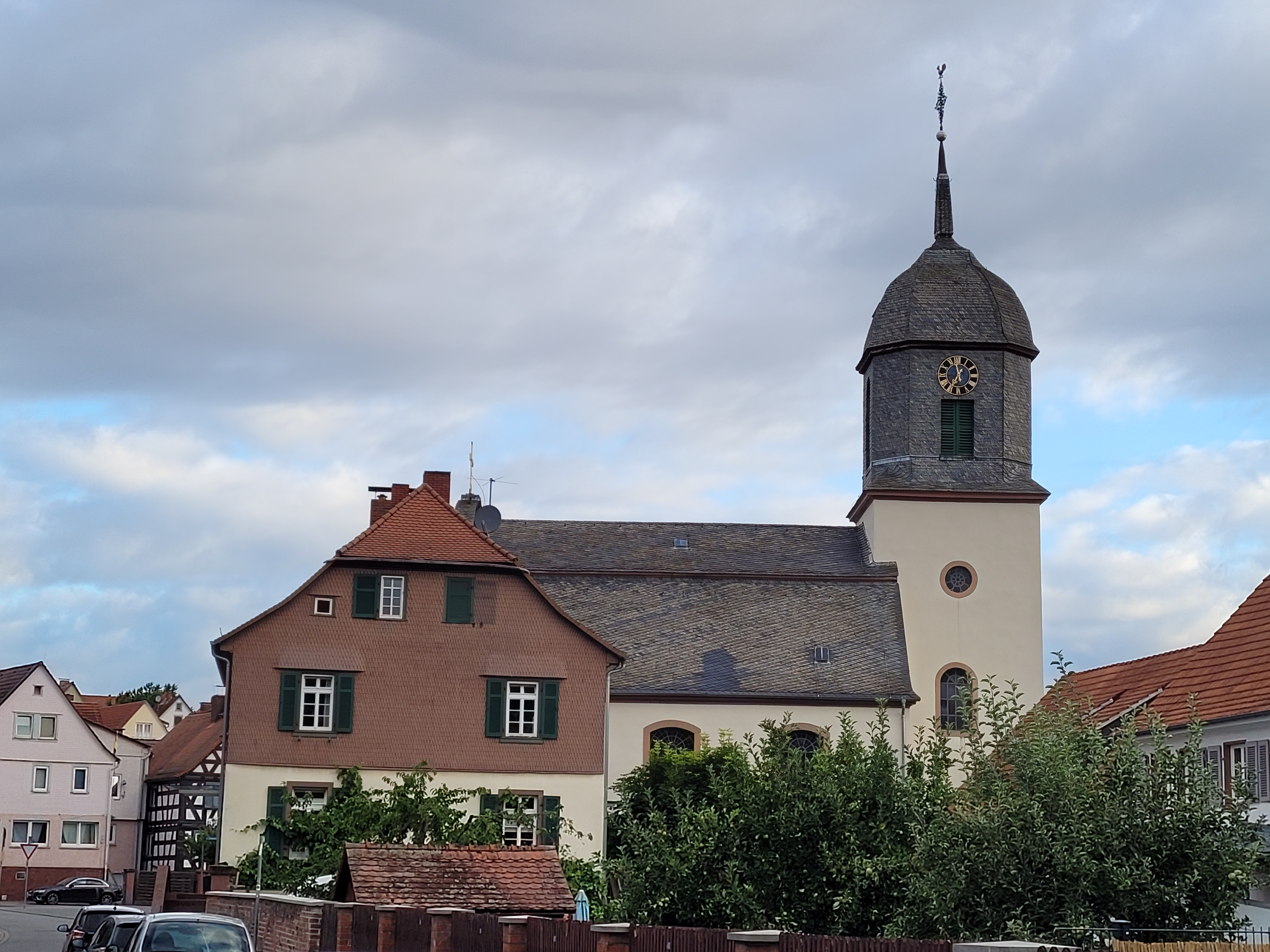
Die Kirche und das Pfarrhaus
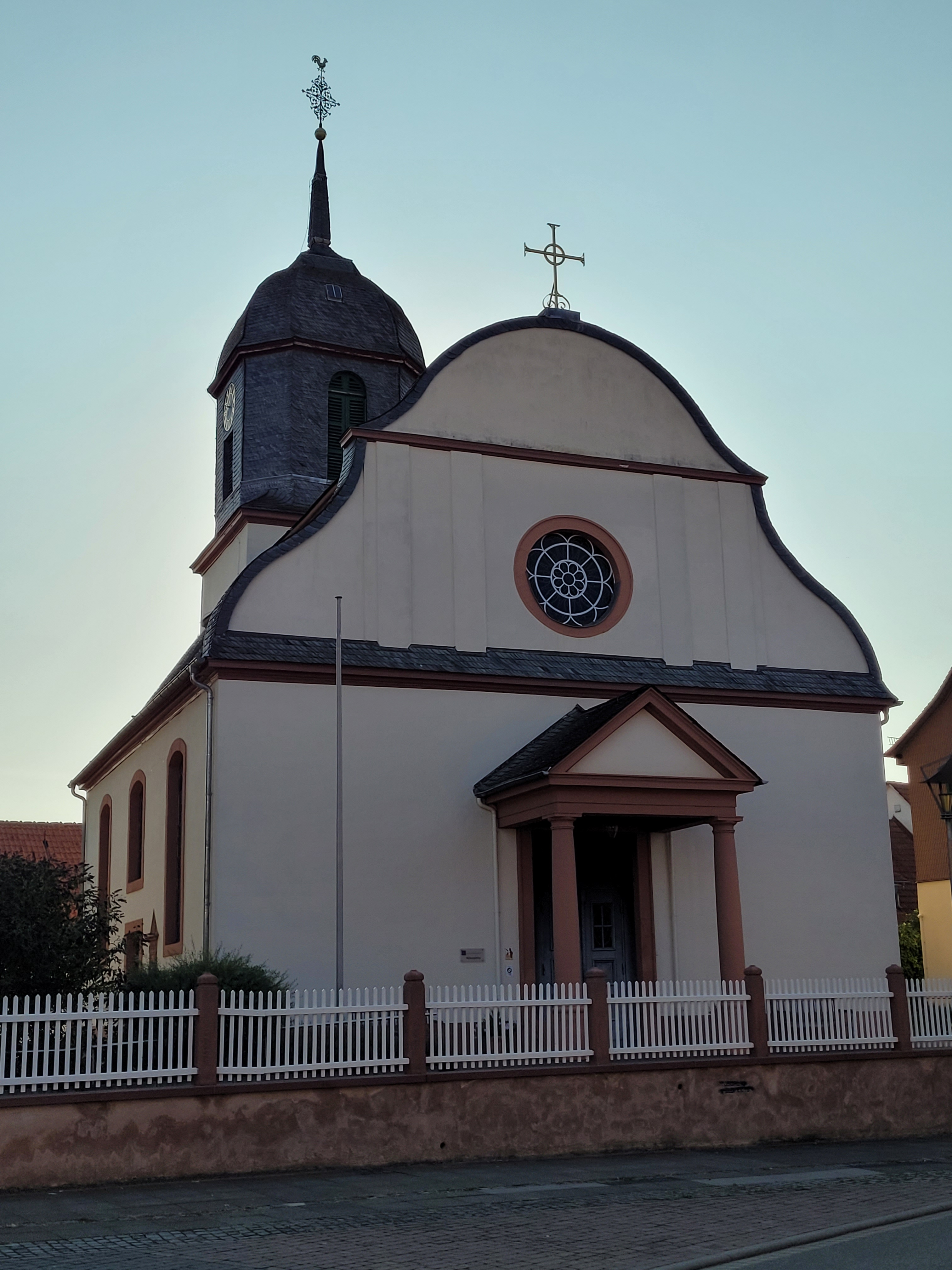
Kircheneingang
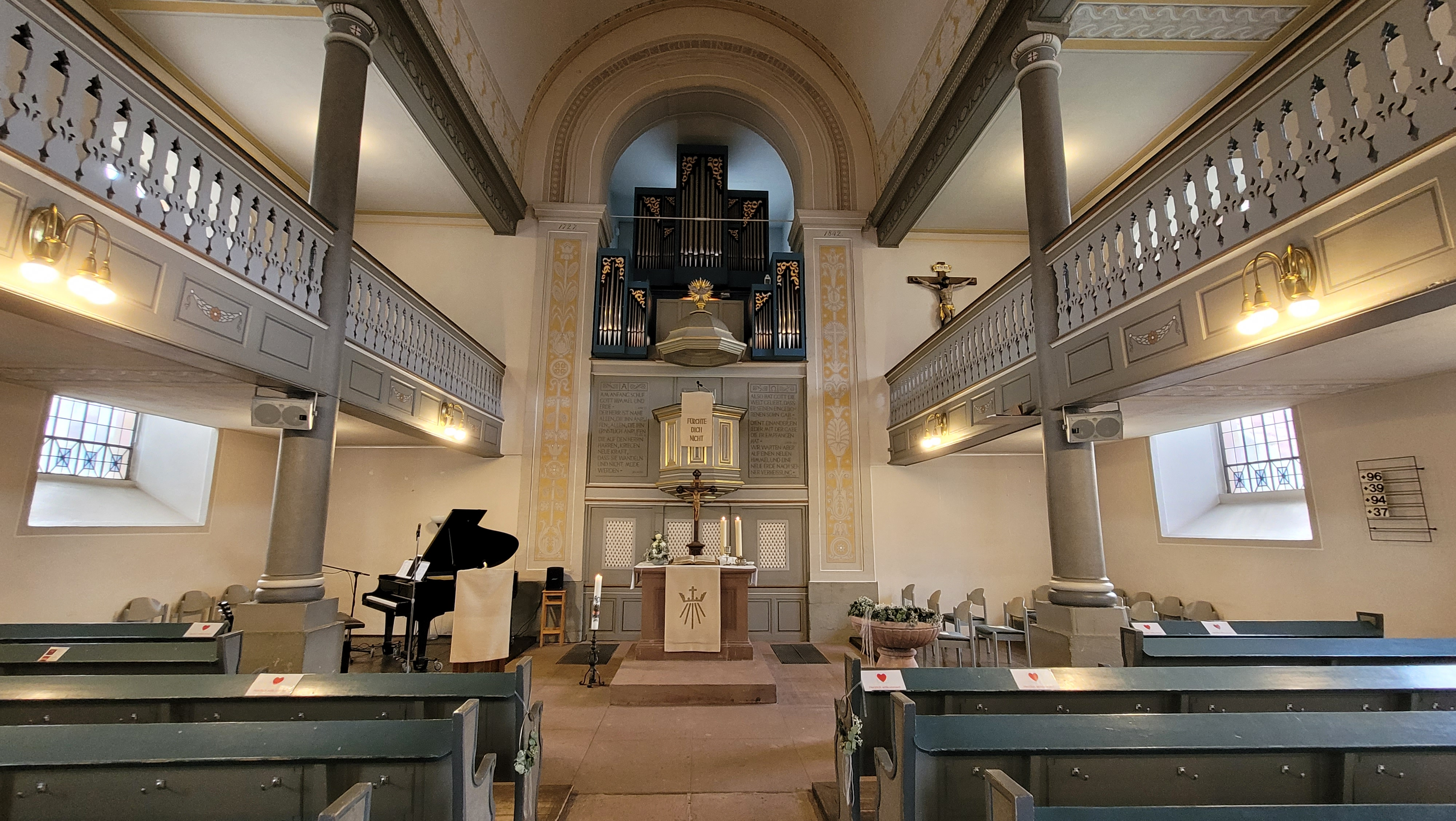
Innenraum der Kirche